# Collier's Encyclopedia
Collier's Encyclopedia o Enciclopedia Collier (titolo completo Collier's Encyclopedia with Bibliography and Index - Enciclopedia Collier con bibliografia e indice) è stata una Enciclopedia generale basata negli Stati Uniti pubblicata da "Collier Books, Collier e Macmillan". Nella sua prefazione si descrive "una sintesi scientifica, sistematica, continuamente rivista, della conoscenza che è più importante per l'umanità", è stata a lungo considerata una delle tre più importanti enciclopedie generali contemporanee in lingua inglese, insieme con Encyclopedia Americana e Encyclopædia Britannica: le tre sono state spesso chiamate collettivamente " l'ABC ".

## Storia
L'Azienda P.F. Collier & Son Company pubblica la Collier's New Encyclopedia dal 1902 al 1929, inizialmente in 16 volumi e poi in 10 volumi.
La National Encyclopedia di Collier in 11 volumi (1932–1950) sostituisce la Collier's New Encyclopedia.
Nel 1949 i 20 volumi della nuova Collier's Encyclopedia sostituiscono la National Encyclopedia.
Dopo la morte di Robert Collier nel 1918, la P.F. Collier & Son Company è stato acquistata dalla società Crowell Publishing Company (poi Crowell-Collier Publishing Company). Nel 1950 Crowell, Collier e Macmillan pubblicano la Collier's Encyclopedia in 20 volumi (titolo completo Collier's Encyclopedia with Bibliography and Index). È stata ampliata a 24 volumi nel 1962. Fino al termine della sua edizione cartacea che è cessata nel 1998, la Collier's Encyclopedia è stata venduta quasi esclusivamente porta a porta, uno degli ultimi big-ticket (segmenti di vendita) del genere negli Stati Uniti.
L'edizione 1997 ha 23.000 voci con poche voci brevi, come argomenti correlati, che sono di solito approfonditi in articoli più lunghi. Una percentuale elevata delle illustrazioni sono a colori, e altre illustrazioni a colori sono state aggiunte negli ultimi anni, con conseguente espansione del materiale illustrato per circa due quinti delle pagine. Le Bibliografie si trovano nell'ultimo volume che contiene anche l'indice essenziale di 450.000 voci. È stato anche pubblicato un Collier's Year Book annuale di aggiornamento.
Nel 1998 Microsoft ha acquistato i diritti per la versione elettronica di Collier, inserendola nella sua enciclopedia elettronica Microsoft Encarta. Le Edizioni Atlas (Atlas Editions) (ex Collier Newfield) ha mantenuto i diritti per pubblicare l'enciclopedia in forma cartacea, anche se da allora, l'Enciclopedia Collier ha cessato di essere stampata.

## Comparazione di Kister
Un noto confronto è quello di Kenneth Kister, accademico di Biblioteconomia, che ha prodotto un confronto qualitativo e quantitativo della Collier's Encyclopedia con due enciclopedie comparabili, l'Encyclopædia Britannica e l'Encyclopedia Americana. Per l'analisi quantitativa sono stati selezionati in modo casuale 10 articoli (circoncisione, Charles Drew, Galileo, Philip Glass, Malattie_cardiovascolari, Quoziente d'intelligenza, panda gigante, Molestie sessuali, Sindone di Torino e Uzbekistan) e i giudizi espressi in lettere (A–D, F) sono stati assegnati in quattro categorie: copertura, precisione, chiarezza e attualità. In tutte e quattro le categorie e per tutte e tre le enciclopedie i quattro gradi medi sono diminuiti tra il B− e B+, soprattutto perché una enciclopedia non ha pubblicato un articolo sulle molestie sessuali nel 1994. Nella categoria della precisione, Collier's ha ricevuto un D e sette A. Encyclopedia Americana ha ricevuto otto A, e la Britannica ha ricevuto un D e otto A; quindi, Collier's ha ricevuto un punteggio medio del 92% per la precisione rispetto al 95% di Americana e 92% di Britannica. Nella categoria attualità, Collier's ha in media un 85% rispetto al 90% di Americana e l'86% di Britannica. Dopo un confronto più approfondito di tipo qualitativo di tutte e tre le enciclopedie, Kister ha raccomandato la Collier's Encyclopedia principalmente per la forza della sua scrittura, la presentazione e la navigazione.